# Chyliza stigmatica
Chyliza stigmatica är en tvåvingeart som beskrevs av Shatalkin 1998. Chyliza stigmatica ingår i släktet Chyliza och familjen rotflugor. Inga underarter finns listade i Catalogue of Life.